# Iraklio (Attika)
Iraklio (griechisch Ηράκλειο (n. sg.), veraltet auch Heraklion oder Iraklion, zur Unterscheidung von der gleichnamigen Hauptstadt Kretas Iraklio meist als Iraklio Attikis bezeichnet) ist eine Vorstadt Athens.

## Lage
Iraklio ist im Nordosten Attikas gelegen, 10 Kilometer nördlich der Akropolis. Im Norden grenzt es an Pefki-Lykovrysi, im Osten an Marousi, im Nordwesten an Metamorfosi und im Südwesten an Nea Ionia.
Unterschieden werden die drei Stadtviertel Ano Iraklio, Neo Iraklio und Paleo Iraklio.

## Geschichte
In der Antike befand sich an dieser Stelle der attische Demos Hephaestia (auch Hephaestiadae oder Ifestiades) mit einem Heraklestempel, woraus sich der spätere Name ableitet. Der Redner Isaios, der ein Lehrer des Demosthenes gewesen sein soll, lebte hier.
Während der Herrschaft des Osmanischen Reichs hieß der Ort Arakli. 1837 siedelte der bayerisch-griechische König Otto Veteranen seines Hilfskorps in Arakli an. Deren Familien wurden nach wenigen Generationen assimiliert, deutsche Nachnamen haben sich erhalten.
Zu Beginn des 20. Jahrhunderts war das kaum bebaute, sondern landwirtschaftlich genutzte und bewaldete Ortsgebiet ein beliebtes Athener Ausflugsziel. Ab 1922 erfolgte ein Bevölkerungszuwachs durch Osmanische Griechen, die nach der Kleinasiatischen Katastrophe vertrieben worden waren. 1939 mit etwa 10.000 Einwohnern zur Stadt erhoben, wandelte sich Iraklio allmählich zu einer Athener Wohngegend. Eine Kohlegrube und Steinbrüche verstärkten den Zuzug.

## Einwohnerentwicklung
- 1981: 37.833
- 1991: 42.905
- 2001: 45.926
- 2011: 49.642

Tatsächlich sollen nach Angaben der Stadtverwaltung heute 80.000 Menschen in Iraklio leben. 45 % der Erwerbstätigen sind in Industrie und Handwerk tätig, 45 % im Dienstleistungsbereich und 10 % im Handel.

## Verkehr
Durch den Ort führt die Linie 1 der Metro Athen als Hochbahn. Eine Station trägt den Namen des Ortes.
Mit zwei Ausfahrten ist der Ort über die Attiki Odos, die den Ort durchschneidet, unmittelbar an das griechische Autobahnnetz angeschlossen.
Auch die S-Bahn zu dem Internationalen Flughafen von Athen durchschneidet den Ort. Es gibt sogar eine Station der S-Bahn dort.

## Gemeinderat und Bürgermeister
Der Gemeinderat hat 27 Mitglieder. Bürgermeister war seit Anfang 2011 Pandelis Vlassopoulos und ist nach der Wahl 2014 Nikos Mpampalos/Babalos.

## Bildungseinrichtungen
Es gibt in Iraklio mehrere Vorschulen, Grundschulen, Gymnasien und Lyzeen.
Ferner hat hier das Institut für Pädagogische und Technologische Erziehung (Institute of Pedagogical and Technological Education ASPETE) seinen Sitz.

## Medien
In Iraklio hat das Medienunternehmen IMAKO S.A. seinen Sitz. Es betreibt einen Zeitschriftenverlag und den Radiosender Nitro 102,5 FM. Ein weiterer Radiosender Epikoinonia 94 FM befindet sich im Besitz der Gemeinde Iraklio.

## Persönlichkeiten
- Petros Ambatzoglou, Schriftsteller

## Partnerstadt
- Mühldorf am Inn